# Veikkausliiga (2020)
Veikkausliiga (2020) był 90. edycją najwyższej klasy rozgrywkowej piłki nożnej w Finlandii. 
Z powodu pandemii COVID-19 w Finlandii sezon rozpoczął się 1 lipca, a zakończył się 14 listopada 2020
. 
W rozgrywkach brało udział 12 zespołów, które w okresie od 1 lipca  2020 do 4 listopada 2020 rozegrały 22 kolejek meczów
. 
Sezon zakończyły play-offy o utrzymanie w Veikkausliiga.
Obrońcą tytułu był KuPS Kuopio. 
Mistrzostwo po raz trzydziesty w historii zdobyła drużyna HJK Helsinki.

## Drużyny
| Uczestnicy poprzedniej edycji                                                                                 | Uczestnicy poprzedniej edycji | Uczestnicy poprzedniej edycji | Uczestnicy poprzedniej edycji |
| --- | ----------------------------- | ----------------------------- | ----------------------------- |
| KUO | KuPS Kuopio                   | 1                             |                               |
| TUR | Inter Turku                   | 2                             |                               |
| HNK | FC Honka                      | 3                             |                               |
| TIL | Tampereen Ilves               | 4                             |                               |
| HJK | HJK Helsinki                  | 5                             |                               |
| MAR | IFK Mariehamn                 | 6                             |                               |
| HIF | HIFK                          | 7                             |                               |
| LHT | FC Lahti                      | 8                             |                               |
| SJK | Seinäjoen JK                  | 9                             |                               |
| ROV | RoPS Rovaniemi                | 10                            |                               |
| Awans z Ykkönen                                                                                               |                               |                               |                               |
| HAK | FC Haka                       | 1                             |                               |
| po barażach                                                                                                   |                               |                               |                               |
| TPS | Turun Palloseura              | 2                             |                               |
| Oznaczenia: - kolumna pierwsza – skróty nazw drużyn, - kolumna trzecia – miejsce zajęte w poprzednim sezonie. |                               |                               |                               |

## Rozgrywki
| Lp. | Drużyna                 | M  | Z  | R  | P  | B+ | B- | +/– | Pkt | Kwalifikacja lub spadek                               |     | HJK | TUR | KUO | HNK | TIL | LHT | SJK | HIF | MAR | HAK | TPS | ROV |
| --- | ----------------------- | -- | -- | -- | -- | -- | -- | --- | --- | ----------------------------------------------------- | --- | --- | --- | --- | --- | --- | --- | --- | --- | --- | --- | --- | --- |
| 1   | HJK Helsinki (M, P)     | 22 | 14 | 6  | 2  | 53 | 17 | +36 | 48  | Liga Mistrzów UEFA • I runda kwalifikacyjna           |     |     | 1–1 | 2–2 | 1–1 | 2–0 | 1–1 | 2–0 | 3–0 | 6–1 | 3–1 | 2–2 | 4–0 |
| 2   | Inter Turku             | 22 | 12 | 5  | 5  | 36 | 17 | +19 | 41  | Liga Konferencji Europy UEFA • I runda kwalifikacyjna |     | 1–0 |     | 2–0 | 0–0 | 5–1 | 3–0 | 0–1 | 3–2 | 2–1 | 2–0 | 3–0 | 3–1 |
| 3   | KuPS Kuopio             | 22 | 12 | 5  | 5  | 39 | 26 | +13 | 41  | Liga Konferencji Europy UEFA • I runda kwalifikacyjna |     | 0–3 | 1–0 |     | 0–2 | 1–1 | 3–0 | 2–1 | 3–2 | 2–1 | 2–3 | 3–1 | 3–0 |
| 4   | FC Honka                | 22 | 9  | 10 | 3  | 26 | 17 | +9  | 37  | Liga Konferencji Europy UEFA • I runda kwalifikacyjna |     | 0–0 | 1–1 | 1–1 |     | 3–2 | 2–1 | 0–0 | 0–1 | 1–0 | 1–2 | 3–1 | 1–0 |
| 5   | Tampereen Ilves         | 22 | 10 | 6  | 6  | 37 | 29 | +8  | 36  |                                                       |     | 1–2 | 0–2 | 0–0 | 4–1 |     | 3–1 | 0–0 | 2–2 | 4–3 | 1–1 | 4–0 | 1–0 |
| 6   | FC Lahti                | 22 | 8  | 8  | 6  | 33 | 30 | +3  | 32  |                                                       | 0–4 | 2–2 | 1–2 | 0–0 | 3–2 |     | 0–0 | 2–1 | 3–1 | 0–0 | 1–1 | 3–0 |     |
| 7   | Seinäjoen JK            | 22 | 8  | 5  | 9  | 27 | 29 | −2  | 29  |                                                       | 1–2 | 3–2 | 1–1 | 0–2 | 1–3 | 0–1 |     | 3–2 | 1–2 | 1–1 | 1–0 | 2–1 |     |
| 8   | HIFK Fotboll            | 22 | 8  | 4  | 10 | 29 | 33 | −4  | 28  |                                                       | 4–3 | 0–0 | 0–3 | 1–1 | 1–2 | 0–3 | 2–1 |     | 2–2 | 0–1 | 2–0 | 1–0 |     |
| 9   | IFK Mariehamn           | 22 | 6  | 5  | 11 | 29 | 43 | −14 | 23  |                                                       | 0–5 | 2–0 | 0–2 | 0–0 | 0–2 | 2–2 | 2–3 | 0–3 |     | 2–2 | 1–0 | 4–0 |     |
| 10  | FC Haka                 | 22 | 5  | 7  | 10 | 25 | 41 | −16 | 22  |                                                       | 1–4 | 0–2 | 2–4 | 1–1 | 0–2 | 2–2 | 1–4 | 0–2 | 0–1 |     | 2–1 | 0–2 |     |
| 11  | Turun Palloseura (B, S) | 22 | 6  | 3  | 13 | 23 | 39 | −16 | 21  | Baraże o utrzymanie                                   |     | 0–2 | 1–0 | 3–2 | 0–2 | 0–1 | 1–3 | 1–0 | 1–0 | 1–1 | 2–3 |     | 4–1 |
| 12  | RoPS Rovaniemi (S)      | 22 | 1  | 2  | 19 | 15 | 51 | −36 | 5   | Spadek do Ykkönen                                     |     | 0–1 | 0–2 | 0–2 | 1–3 | 1–1 | 0–4 | 2–3 | 0–1 | 2–3 | 2–2 | 2–3 |     |

## Baraże o utrzymanie
FC KTP druga drużyna Ykkönen dzięki bramkom na wyjeździe wygrała 

dwumecz z Turun Palloseura o miejsce w Veikkausliiga na sezon 2021.
| 11 listopada 2020 | FC KTP | 0:0   | Turun Palloseura |                                                                   |
| 18:30 CET         |        | (0:0) |                  | Arto Tolsa Areena, Kotka Widzów: 1 315 Sędzia: Mattias Gestranius |

| 14 listopada 2020 | Turun Palloseura   | 1:1   | FC KTP              |                                                            |
| 16:00 CET         | Albijon Muzaci 58' | (0:0) | 83' Antti Mäkijärvi | Veritas Stadion, Turku Widzów: 2 469 Sędzia: Dennis Antamo |

## Najlepsi strzelcy
| Bramki | Strzelcy             | Drużyna         |
| ------ | -------------------- | --------------- |
| 16     | Roope Riski          | HJK Helsinki    |
| 14     | Albion Ademi         | IFK Mariehamn   |
| 10     | Timo Furuholm        | Inter Turku     |
| 9      | Jasin-Amin Assehnoun | FC Lahti        |
| 9      | Tim Väyrynen         | HJK Helsinki    |
| 7      | Lauri Ala-Myllymäki  | Tampereen Ilves |
| 7      | Jean Marie Dongou    | FC Honka        |
| 7      | Naatan Skyttä        | Tampereen Ilves |
| 7      | Aniekpeno Udo        | KuPS Kuopio     |
| 6      | Dimitry Imbongo      | FC Lahti        |
| 6      | Ilmari Niskanen      | KuPS Kuopio     |
| 6      | Salomo Ojala         | FC Haka         |

Źródło: .

## Stadiony
| HIFK Fotboll      |
| ----------------- |
| Bolt Arena        |
| Pojemność: 10 770 |
|                   |

| HJK Helsinki      |
| ----------------- |
| Bolt Arena        |
| Pojemność: 10 770 |
|                   |

| FC Haka          |
| ---------------- |
| Tehtaan kenttä   |
| Pojemność: 3 516 |
|                  |

| FC Honka               |
| ---------------------- |
| Tapiolan Urheilupuisto |
| Pojemność: 5 500       |
|                        |

| IFK Mariehamn        |
| -------------------- |
| Wiklöf Holding Arena |
| Pojemność: 4 000     |
|                      |

| Tampereen Ilves  |
| ---------------- |
| Tampere Stadium  |
| Pojemność: 5 050 |
|                  |

| Inter Turku      |
| ---------------- |
| Veritas Stadion  |
| Pojemność: 9 400 |
|                  |

| KuPS Koupio      |
| ---------------- |
| Magnum Areena    |
| Pojemność: 4 700 |
|                  |

| FC Lahti          |
| ----------------- |
| Lahden Stadion    |
| Pojemność: 14 465 |
|                   |

| RoPS Rovaniemi          |
| ----------------------- |
| Rovaniemen keskuskenttä |
| Pojemność: 4 000        |
|                         |

| Seinäjoen JK     |
| ---------------- |
| OmaSP Stadion    |
| Pojemność: 5 817 |
|                  |

| Turun Palloseura |
| ---------------- |
| Veritas Stadion  |
| Pojemność: 9 372 |
|                  |